# Promintho sungayana
Promintho sungayana är en tvåvingeart som beskrevs av Townsend 1926. Promintho sungayana ingår i släktet Promintho och familjen parasitflugor. Inga underarter finns listade i Catalogue of Life.